# Modo gramatical
El modo es un rasgo gramatical que interviene en la conjugación verbal de muchas lenguas para expresar la modalidad. El modo describe el grado de realidad o la fuerza ilocutiva de la predicación verbal. Muchas lenguas modifican el modo mediante la inflexión del verbo. De entre los modos que se describen a continuación, varios no se utilizan en español. Nótese además que el sentido exacto de cada modo difiere de unas lenguas a otras.
El modo no debe confundirse con el tiempo o con el aspecto, aunque en ocasiones las lenguas del mundo, especialmente las fusionantes (como el español), usan morfemas que representan simultáneamente varias de estas categorías.
Algunos modos son: condicional, imperativo, indicativo, negativo, optativo, potencial y subjuntivo. Los modos originales del indoeuropeo eran el indicativo, el subjuntivo, el optativo y el imperativo. No todas las lenguas indoeuropeas tienen todos estos modos; solo las más conservadoras, como el griego antiguo o el sánscrito, los retuvieron. Algunas lenguas urálicas samoyedas tienen más de diez modos.

## Terminología
El nombre "modo" proviene del latín "modus" (= "medida") y sustituyó a los término "qualitas", "status" y "terminus" para designar lo que los gramáticos griegos llamaban ἔγκλισις ("enclisis"). Originalmente el término podía referirse a los cuatro modos verbales que se distinguien en griego antiguo, o a esos cuatro más el infinitivo, o solamente a alguno de ellos. Los gramáticos latinos llegaron a usar "modo" para referirse también a algunas de sus formas no personales, que no se encuentran en griego antiguo (como el gerundivo o el supino). En la terminología gramatical tradicional española se siguió a veces el repertorio de modos de Dionisio Tracio, que incluía el infinitivo entre los "modos" como término negativo (porque el infinitivo se caracteriza precisamente por no expresar la noción de modo) pero en la actualidad se limita el término gramatical de "modo" para referirse a la expresión de la modalidad, y por tanto no se incluyen el infinitivo o cualquiera de las formas nominales del verbo entre los modos.

## Modosrealis
El término modus realis hace referencia a una categoría de modos gramaticales que señalan eventos o acciones reales. El modo realis más común es el indicativo.

### Modo indicativo
El modo indicativo se emplea en oraciones de hechos reales que han sucedido, están sucediendo o suceden con cierta frecuencia. El modo indicativo por tanto expresa oraciones con el rasgo realis. En algunas lenguas también existen formas de futuro con marcas de indicativo o clasificables como indicativo sobre la base de paralelos analógicos con las demás formas de indicativo. Cualquier intención que una lengua particular no sitúa en otro modo particular se realiza con el modo indicativo. Se trata del modo más utilizado y se encuentra en todas las lenguas (ejemplos: «Pedro está montando en bicicleta»; «Felipe estudia en su cuarto»; «Yo como galletas»).
Todas las lenguas oponen como mínimo el modo indicativo al modo imperativo. En las lenguas indoeuropeas son frecuentes además otros modos como el subjuntivo, el optativo, y más raramente un injuntivo, reflejando este último una acción que sucede de una forma cíclica. Por ejemplo, la frase «La luna mengua» usaría un modo injuntivo.

### Modo negativo
Algunos lenguajes tienen formas verbales diferentes para la negación. A esto es a lo que se llama propiamente modo negativo. Esto se da especialmente en muchas lenguas no indoeuropeas como sucede en varias lenguas urálicas y asiáticas. Por ejemplo, en el japonés los verbos se conjugan en la forma negativa luego de añadir el sufijo -nai (que indica negación) o alguna de sus variantes; así, se tienen las formas «tabeta» (forma pasada del verbo comer) y «tabenakatta» (forma pasada de no comer). También las lenguas bora-witoto de la Amazonia tienen un modo negativo marcado por un sufijo la raíz y la marca de tiempo.
Sin embargo, en la mayoría de lenguas las formas afirmativas y negativas usan las mismas formas verbales, precedidas o seguidas por una partícula negativa, como sucede en español, ruso o esperanto («Li ne iras», «Él no va»).

### Modo reportativo
Se refiere a la modalidad epistémica que existe en algunas lenguas amazónicas y otras lenguas con epistémicos, para referirse a un suceso del que no se tiene conocimiento directo sino del que se sabe por haberlo oído de otra persona. Así un cierto número de lenguas una oración como «me han dicho que Juan bebe» se realiza como «Juan beber+REP» donde REP generalmente es un sufijo (o prefijo) que indica que el hablante tiene conocimiento de eso porque lo ha oído y que además supone que dicha oración es cierta.

## Modosirrealis
Los modos irreales señalan acciones o eventos irreales o abstractos, tales como la necesidad, la posibilidad, el deseo o anhelo, el miedo, o una parte del razonamiento contra-factual. Los modos irrealis pueden agruparse en tres grandes categorías:
- Modos que expresan hechos hipotéticos, posibles, contrafactuales de los que se conoce que no necesariamente corresponden a los hechos reales, que se mencionan en relación con otros hechos posibles.
- Modos exhortativo-optativo-imperativos, estos se refieren a hechos que claramente no son la situación actual, pero que el hablante mediante el acto de habla consistente en enunciarlos pretende que sean la situación actual.
- Modos deóntico-deductivos, que se refieren a hechos que pueden o no ser reales, pero que se pretenden como convenientes, necesarios o probables.

### Modo subjuntivo
El modo subjuntivo expresa lo irrealis (hechos no reales, deseados, esperados, posibles pero hipotéticos, etc). Por ejemplo, para discutir algo hipotético o improbable, expresar opiniones o emociones, solicitar algo con cortesía (su alcance exacto es específico a cada idioma). El carácter irrealis del subjuntivo en español se aprecia en oraciones como:
(1a) Hay uno que me gusta
(1b) No hay ninguno que me guste
(2) Sugeriría que Alfonso leyera el libro.
En (1a) el modo es indicativo porque me gusta es un hecho cierto que da en la realidad (o así lo afirma el hablante), mientras que en (1b) no es un hecho real, en (2) deducimos que 'Alfonso no había leído el libro' por tanto 'Alfonso leyendo' es un hecho hipotético no uno real. Otro uso común del subjuntivo en español es en la proposición subordinada de una oración condicional, por ejemplo:
Si yo fuera rico...
El modo subjuntivo aparece de forma destacada en la gramática de las lenguas romances, que requieren este modo para determinados tipos de oraciones subordinadas. Además, existen varios tipos de subjuntivos, ya que en las lenguas romances el subjuntivo puede ser hipotético, contrafactual, exhortativo, desiderativo e incluso imperativo (cuando intervienen una negación).

### Modo condicional o potencial
El modo condicional (también llamado "potencial") es el modo funcional que tenemos todos empleado en la apódosis o consecuencia de una oración condicional contrafactual («si lo supiera, te lo diría») o en otras oraciones con valor de irrealis («estaría en su casa»; es decir, pienso que estaba en su casa).

### Modo eventivo
El modo eventivo se emplea en el finés del Kalevala. Es una combinación del modo potencial y el condicional. También se utiliza en dialectos del estonio.

### Modo dubitativo
El modo dubitativo se utiliza en ojibwa, japonés, turco, entre otras lenguas.  Expresa la duda, la pregunta o la incertidumbre del hablante acerca del evento denotado por el verbo.

### Modo deprecativo
Según la gramática tradicional, el modo deprecativo es el mismo modo imperativo, cuando su oficio es implorar, suplicar, invocar, rogar o mandar.

### Modo optativo
El modo optativo expresa esperanza o deseo y tiene otros usos que se pueden solapar con el subjuntivo. Hay pocas lenguas que tengan el modo optativo como modo específico; el griego antiguo o el sánscrito son dos de ellas. Un hablante de griego clásico podría decir «¡Quisiera que Pablo leyera más!», diciendo las palabras quisiera que mediante el modo optativo del verbo leer. En volapük, se llama optativo a una forma suavizada o de cortesía del imperativo.

### Modo hipotético
El modo hipotético se emplea, entre otros, en ruso, lakota y mixteco. Expresa un razonamiento contrafactual, es decir, un razonamiento contrario a unos hechos, aunque sea una situación que puede ocurrir.

### Modo imperativo
El modo imperativo, en todas las lenguas que lo usan, manifiesta desinencias exclusivas para denotar exhortación, disuasión, mandato o ruego.
Ejemplo:«¡Hágalo!»

### Modo cohortativo
El modo cohortativo se utiliza para expresar súplica, insistencia, deseo, intención, orden, propósito o consecuencia. En español, el llamado "imperativo" de primera persona de plural ("empecemos") es, en realidad, un ejemplo del modo cohortativo. De igual manera, las frases que empiezan con «vamos a...» tienen modalidad cohortativa. 

### Modos negativo e interrogativo
Algunas lenguas como las lenguas pano o las lenguas urálicas tienen afijos especiales para las formas negativas del verbo. En el caso de algunas lenguas estos afijos coinciden con la de otros modos que tienen un carácter irrealis. Obviamente en las interrogaciones y en las negaciones se describen hechos hipotéticos o no sucedidos y de ahí el carácter de irrealis de tales hechos.